# 高松站 (石川縣)
高松站（日语：／ Takamatsu eki */?）是隸屬於西日本旅客鐵道（JR西日本）的鐵路車站，座落於石川縣河北市，是七尾線的車站。現時每天有兩來回區間車以此為總站，另外部份特急列車也在此停站。
在JR系統中，同稱為「高松站」的共有兩個，分別是本站、及位於四國香川縣的中心車站高松站，由於兩站的前身都是私鐵車站，在最初命名上並不需要考慮其他縣市的因素，而兩站又都是在1900年代初被國有化，雖然後者現時的知名度遠比本站為高，但一直以來，日本國鐵及民營化後的JR也從沒有考慮過把兩站站名區份，只是在列印車票，把本站標示為「（七）高松」，而香川縣的高松站，則以「（讚）高松」來區分。

## 車站結構
建有單層水泥建成的站舍1座，左側為候車大堂；中央為正門及閘口；右側為售票窗口及車站辦公室。
設有側式月台及島式月台各1座，共提供2面3線的配置，側式月台（1號）靠近站舍旁，通過閘口後可直接到達；島式月台（2號、3號）則依靠跨線行人天橋連接，其中內側的2號月台為主發月台，3號月台只限區間車及避車時才使用。

### 月台配置
| 月台 | 路線    | 方向 | 目的地         | 備註              |
| ---- | ------- | ---- | -------------- | ----------------- |
| 1    | ■七尾線 | 下行 | 羽咋、七尾方向 | 一部分停靠3號月台 |
| 2、3 | ■七尾線 | 上行 | 津幡、金澤方向 |                   |

## 利用狀況
| 乗車人員推算 | 乗車人員推算 |
| 年度         | 1日平均人數  |
| ------------ | ------------ |
| 2004年       | 720          |
| 2005年       | --           |
| 2006年       | 658          |
| 2007年       | 663          |
| 2008年       | 635          |
| 2009年       | 612          |
| 2010年       | 595          |
| 2011年       | 585          |
| 2012年       | 568          |
| 2013年       | 572          |

## 相鄰車站
※特急「能登篝火」（只限一部分列車停靠此站）的相鄰停靠站參見能登篝火條目。
西日本旅客鐵道（JR西日本）
■七尾線
橫山－高松－免田

## 外部連結
- JR西日本高松站公式網頁。 （页面存档备份，存于）（日語）